# De bevende berken
De bevende berken is een stripverhaal uit de reeks van Suske en Wiske. 
Het werd in 1984 exclusief uitgegeven als reclameuitgave voor Dash. Als album is het niet uitgekomen in de reguliere Vierkleurenreeks.

## Locaties
- Betoverd bos met boomheiligdom

## Personages
- Suske, Wiske, tante Sidonia, Lambik, Jerom, Esmeralda, Tuberik, roodborstje en zijn verloofde, Koning Orebon en zijn dochter Walda, Boskanters, wolven

## Het verhaal
De vrienden kamperen vlak bij een bos. Ze ontmoeten de boswachter, die vertelt dat het bos achter het hek betoverd is. Lambik verzorgt een gewond roodborstje en Jerom ziet een vrouw die de naam Tuberik roept. De vrienden geloven Jerom niet, maar dan blijkt het vogeltje te kunnen spreken en vertelt dat een kunstschilder genaamd Tuberik en een bessenplukster met de naam Esmeralda in berkenbomen zijn veranderd. Als het roodborstje genezen is, laten de vrienden hem gaan. Hij waarschuwt nog voor de Boskanters van koning Oberon. 's Nachts redt Jerom Esmeralda van de Boskanters en ze praten een tijdje. Dan verandert Esmeralda in een berkenboom en Jerom wordt door de Boskanters in slaap gebracht met een pijl met verdovingsmiddel.
Het roodborstje vertelt de vrienden wat er is gebeurd met Jerom en ze gaan op zoek in het bos. Lambik en tante Sidonia zien de Boskanters met Jerom, maar door kleefmos kunnen ze niet bij Jerom komen. Suske en Wiske komen in problemen door een groep wolven. Ze kunnen met hulp van het roodborstje ontsnappen naar een hut. Het blijkt de hut van Tuberik te zijn, deels schildersatelier en deels het laboratorium van een alchemist. Ze vinden een apparaat waardoor ze het verhaal over Walda, de dochter van koning Orebon, en Tuberik horen. Walda was verliefd op Tuberik en gaf hem magische verf, op voorwaarde dat hij met haar zou trouwen.
Lambik en tante Sidonia arriveren ook in de hut en kijken ook naar de grammovidiofoon. Yggdrasil, de wereldboom, vertelt dat de Warrelboot mensen over de kleefmossen kan vervoeren. Ook het hol van Orebon wordt getoond, onder een boom die met kleren is behangen. Wiske vertelt dat dit ook een traditie in Palestina was, maar Lambik zegt dat het bij de Germanen plaatsvond.
In de hevige discussie breekt Lambik de grammovidiofoon en tante Sidonia probeert het apparaat te herstellen. De anderen gaan op zoek naar Jerom en ontmoeten opnieuw het roodborstje die hen voorstelt aan zijn verloofde. De vrienden vinden dan de Warrelboten, maar komen in problemen door de Boskanters. Tante Sidonia kan haar vrienden redden en vertelt dat ze het complete verhaal inmiddels kent. Het mooiste schilderij van Tuberik was van de bessenplukster die hij Esmeralda noemde. Hij werd verliefd op zijn eigen werk en wilde niet meer met Walda trouwen. Walda veranderde Tuberik en Esmeralda in berkenbomen en ze kwam daarna onder een boom terecht tijdens een onweer. Bij het maanlicht kan Esmeralda één uur lang om Tuberik zoeken in een menselijke gedaante.
De vrienden vinden het hol van Oberon en hij vertelt dat hij treurt om het verlies van zijn dochter Walda. Als de boom waarin Tuberik zit wordt beschilderd met de magische verf zal hij weer normaal worden en Esmeralda ook. Orebon gaat als kluizenaar leven en heeft spijt van zijn kwade daden. Jerom ontwaakt en is triest als hij hoort dat Esmeralda verliefd is op Tuberik. Hij wil de boom met verf beschilderen om het meisje toch nog te helpen. Maar niemand weet welke boom van Tuberik is en 's nachts verdwijnt Jerom. Hij blijkt naar professor Barabas te zijn gegaan om de klankentapper te halen. Jerom vindt de juiste boom maar struikelt en hierdoor wordt de verf verspilt.
Jerom is ontzettend verdrietig nu hij niet meer kan helpen. 's Nachts vertelt Jerom Esmeralda het verhaal. Hij brengt haar naar de boom van Tuberik, zodat ze toch nog samen kunnen zijn. De vrienden vinden de klankentapper en gaan op zoek naar Jerom. Ze vinden hem huilend bij de bomen en hij vertelt dat ze te ver uit elkaar staan en dood zijn. Maar via de klankentapper horen de vrienden dat de wortels van de bomen zijn verstrengeld en de bomen krijgen bladeren. De vrienden genieten nog een tijdje van hun vakantie en keren dan terug naar huis.